# 鹤岘站
鹤岘站（韓語：학현역）是位于朝鮮民主主義人民共和國黄海南道海州市的一個鐵路車站。屬於黄海青年線。

## 邻近车站
黃海青年线
新酒幕站 - 鹤岘站 - 長芳站